# Der Skorpion (1997)
Der Skorpion ist ein deutscher Thriller von Dominik Graf aus dem Jahr 1997. Er wurde am 30. Juni 1997 auf dem Filmfest München uraufgeführt. Als „Freitagsfilm“ des ZDF wurde das Werk am 3. Oktober 1997 erstmals im Fernsehen ausgestrahlt.

## Handlung
Der Polizist Josef Berthold arbeitet beim Münchner Drogendezernat. Als seine Ehefrau Lili von einer Drogenbande überfallen wird, bleibt sie bewusstlos zurück und liegt daraufhin für einige Zeit im Koma. Berthold will sich an der Bande rächen. Als er wegen persönlicher Befangenheit vom Dienst suspendiert wird, hält ihn das nicht davon ab, auf eigene Faust weiter zu ermitteln. Dabei vernachlässigt er seinen 18-jährigen Sohn Robin. Dieser kämpft mit seiner Ecstasy-Sucht und behält seine Wut und Trauer wegen des Verbrechens an seiner Mutter für sich. Als sich Robin in die Pornodarstellerin Daria verliebt, findet er etwas Halt im Leben.

## Hintergrund
Der Skorpion wurde unter dem Arbeitstitel Drachentöter zwischen dem 1. September 1996 und 6. Oktober 1996 gedreht. Produziert wurde der Film von der MTM Medien & Television München GmbH.

## Kritik
Die Kritiken der Fernsehzeitschrift TV Spielfilm waren positiv und vergaben für Anspruch und Spannung zwei und für Action und Erotik jeweils einen von drei möglichen Punkten.